# Flore complète illustrée en couleur de France, Suisse, Belgique
Flore complète illustrée en couleur de France, Suisse, Belgique (abreviado Fl. Ill. France) es un libro con ilustraciones y descripciones botánicas que fue escrito por el botánico, y ecólogo francés Gaston Eugène Marie Bonnier y publicado en París en trece volúmenes en los años 1912-1935.
En los volúmenes 7 al 13 fue coautor Robert Charles Victor Douin

## Publicación
- Volúmenes n.º 1-8, 1911-26;
- Volumen n.º 9, 1927;
- Volumen n.º 10-13, 1929-35;